# Кукарцева
Кука́рцева (рос. Кукарцева) — присілок у складі Ішимського району Тюменської області, Росія.
Населення — 170 осіб (2010, 234 у 2002).
Національний склад станом на 2002 рік:
- росіяни — 91 %